# Grundurteil
Grundurteil ist in § 304 ZPO geregelt. Es ist von der Art her ein Zwischenurteil. Bei einem Grundurteil wird über den Grund des geltend gemachten Anspruchs entschieden (§ 304 ZPO, § 111 VwGO, § 130 SGG, § 99 FGO). Es entscheidet bei einer Zahlungsklage darüber, ob überhaupt ein Anspruch auf Zahlung besteht. Erst in einem darauf folgenden Betragsverfahren wird über die Höhe des Anspruchs entschieden. Bezüglich der Rechtsmittel ist das Grundurteil – im Unterschied zu anderen Zwischenurteilen – als Endurteil anzusehen. Es ist also ein besonderes Zwischenurteil.
Zu beachten ist, dass ein Grundurteil nur ergehen sollte, wenn durch die Vorabentscheidung eine echte Vereinfachung und Beschleunigung des Verfahrens zu erwarten ist.